# Колесниченко Сергій Геннадійович
Сергій Геннадійович Колесниченко (нар. 23 січня 1987, Краснодон, Луганська область, УРСР) — український футболіст, півзахисник.

## Життєпис
Вихованець донецького «Шахтаря», в складі якого виступав у юнацьких чемпіонатах України (ДЮФЛУ). 31 жовтня 2004 року дебютував за «Шахтар-3» у Другій лізі в матчі проти «Гірника-спорту» (3:1). З 2005 року по 2006 рік виступав у дублі московського «Динамо». У 2007 році перейшов у білоруський клуб «Даріда». У січні 2008 року побував на перегляді в одеському «Чорноморці», але команді не підійшов. Влітку 2008 року міг перейти в «Олександрію».
У жовтні 2008 року перейшов в луганську «Зорю». У команді дебютував 17 жовтня 2008 року в матчі проти київського «Динамо» (5:0). За команду провів 23 матчі. Влітку 2010 року перейшов до алчевської «Сталі».
У липні 2012 року підсилив складі «Олександрії». У команді взяв 8 номер. У сезоні 2012/13 років він разом з командою став бронзовим призером Першої ліги України, клуб поступився лише алчевської «Сталі» та [Севастополь (футбольний клуб)[|«Севастополю»]]. Колесніченко взяв участь в 13 матчах. Після закінчення сезону перейшов у донецький «Олімпік», але за команду так і не зіграв. Наприкінці березня 2014 року підписав контракт з свердловським «Шахтарем». У новій команді взяв 23 номер.

## Досягнення
- Перша ліга чемпіонату України
  -  Бронзовий призер (1): 2012/13

## Статистика
| Сезон   | Клуб            | Ліга         | Чемпіонат | Чемпіонат | Кубок | Кубок | Дубль | Дубль |
| Сезон   | Клуб            | Ліга         | Матчі     | Голи      | Матчі | Голи  | Матчі | Голи  |
| ------- | --------------- | ------------ | --------- | --------- | ----- | ----- | ----- | ----- |
| 2004/05 | Шахтар-3        | Друга ліга   | 1         | 0         | —     | —     | —     | —     |
| 2005    | Динамо (Москва) | Прем'єр-ліга | 0         | 0         | ?     | ?     | 12    | 0     |
| 2006    | Динамо (Москва) | Прем'єр-ліга | 0         | 0         | ?     | ?     | 5     | 0     |
| 2007    | Даріда          | Вища ліга    | 17        | 0         | ?     | ?     | ?     | ?     |
| 2008    | Даріда          | Вища ліга    | 1         | 0         | ?     | ?     | ?     | ?     |
| 2008/09 | Зоря (Луганськ) | Прем'єр-ліга | 13        | 0         | 1     | 0     | 4     | 1     |
| 2009/10 | Зоря (Луганськ) | Прем'єр-ліга | 10        | 0         | 1     | 0     | 1     | 0     |